# 眼圖

開關鍵控調變系統下的眼圖，圖中有列出常數0和1，以及0到1、1到0、0到1到0、1到0到1的切換

眼圖（英語：eye pattern）是電信系統的一種示波器顯示，顯示接收器上的數位信號，而以資料速度來觸發水平的更新，在許多不同的編碼系統下，眼圖看來會像幾個並排在一起的眼睛，故此得名。眼圖會將特定時間內所有可能的變化都重疊在一個螢幕上，是在基頻方波調變系統中，評估通道雜訊及符碼間干擾的實驗工具。
藉由分析眼圖可以看出許多系統的性能和問題，例如信號太長或太短、和時脈的同步不佳、信號電壓太高或太低、太多雜訊、變化太慢、或是有過衝 ( overshoot ) 或下衝（undershoot），都可以在眼圖上看出。若眼圖的「眼睛」部份越大，表示信號失真的幅度越小，若因雜訊或是符碼間干擾造成的信號失真，會使眼圖的「眼睛」部份變小。

## 例子

二進位相位偏移調變系統的眼圖
在考慮多径效應後，二進位相位偏移調變系統的眼圖
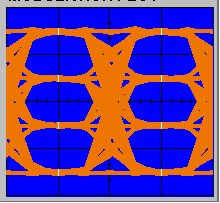
四電壓PAM信號的眼圖

## 量測
在眼圖中可以量到很多不同的資訊：
振幅量測
- 眼狀振幅（Eye Amplitude）
- 眼交叉幅度（Eye Crossing Amplitude）
- 眼交叉百分比（Eye Crossing Percentage）
- 眼高（Eye Height）
- Eye Level
- Eye SNR
- 品質因素
- Vertical Eye Opening

時間量測
- 精確抖動（Deterministic Jitter）
- 眼交叉幅度（Eye Crossing Time）
- 眼延遲（Eye Delay）
- 眼下降時間（Eye Fall Time）
- 眼上昇降時間（Eye Rise Time）
- 眼寬（Eye Width）
- Horizontal Eye Opening
- 峰對峰抖動（Peak-to-Peak Jitter）
- 隨機抖動（Random Jitter）
- RMS Jitter
- CRC Jitter
- 總抖動

### 量測的詮釋
| 眼圖的特徵                              | 代表含意                         |
| --------------------------------------- | -------------------------------- |
| 眼開放（Eye opening，包括高度及峰對峰值 | 信號上的雜訊                     |
| 眼過衝/下衝                             | 由於信號路徑的中斷產生的峰值失真 |
| 眼寬                                    | 時間同步及抖動效應               |
| 眼图闭合度（Eye closure）               | 符碼間干擾，附加雜訊             |

## 外部連結
- Ruckerbauer, Hermann. .   [2014-07-03]. （原始内容存档于2021-03-11）. Gives an example video of construction of an eye pattern
- Understanding Data Eye Diagram Methodology for Analyzing High Speed Digital Signals